# 반완전수
반완전수(半完全數, 영어: semiperfect number) 또는 유사 완전수(영어: pseudoperfect number)는 진약수의 일부만을 더하면 자기 자신이 되는 수다. 그러므로 완전수를 제외한 반완전수는 모두 과잉수다.

## 반완전수의 예
1과 소수를 포함한 부족수는 진약수의 합이 자기자신보다 작기 때문에 반완전수가 될 수 없다. 약수를 중복되지 않게 더해야 하기 때문이다. 그러나 대부분의 과잉수는 반완전수가 될 수 있다. 예를 들어 20의 진약수 10, 5, 4, 2, 1을 모두 더하면 22가 되어 20보다 크지만, 2를 제외한 나머지 진약수의 합을 구하면 20으로 자기자신이 된다. 따라서 20은 반완전수이다.
어떤 반완전수는 두 가지 이상의 진약수의 합으로도 표현할 수 있다. 예를 들어 12의 경우 진약수의 일부를 더해 자기 자신이 되게하는 방법은 두 가지로, {\displaystyle 1+2+3+6=12}와 {\displaystyle 2+4+6=12}로 두 가지가 된다. 이는 18도 마찬가지이데, 그 두 가지의 방법은 {\displaystyle 1+2+6+9} 와 {\displaystyle 3+6+9} 가 있다고 한다. 진약수의 일부를 더하여 세 가지 이상의 방법으로 그 어떤 수 자기 자신이 될 수 있는 과잉수도 많이 있다.
이 밖에도 과잉수 및 완전수의 배수인 반완전수 18, 24, 30, 36, 40, 42, 48, 54, 56, 60, 66 등이 있다. 과잉수의 대부분은 12나 20처럼 약수의 일부를 더하면 자기자신을 만들 수 있지만, 기묘수는 과잉수 중 진약수의 일부만을 어떤 방식으로 더해도 자기자신이 되게 만들 수 없는 과잉수를 말한다. 따라서 기묘수는 반완전수의 반대 개념이다. 반완전수의 배수또한 역시나 항상 반완전수이므로 반완전수는 무수히 많이 있는 것이다. 과잉수들 중 가장 작은 기묘수는 70이다.
200보다 작은 반완전수는 다음과 같다. (OEIS의 수열 A005835)
6, 12, 18, 20, 24, 28, 30, 36, 40, 42, 48, 54, 56, 60, 66, 72, 78, 80, 84, 88, 90, 96, 100, 102, 104, 108, 112, 114, 120, 126, 132, 138, 140, 144, 150, 156, 160, 162, 168, 174, 176, 180, 186, 192, 196, 198, …
여기서 6은 완전수이면서 반완전수다.

## 같이 보기
- 완전수
- 기묘수
- 과잉수
- 부족수
- 반소수